# 卡尔·登克
卡尔·登克（德語：Karl Denke，1860年2月11日—1924年12月22日）是一名普鲁士连环杀手和食人者，他从1903年至1924年间杀死并食用了数十名无家可归的流浪者和旅行者。他经常被视为“被遗忘的食人族”或“津比采的食人族”。

## 童年
登克出生于1860年2月11日，普鲁士王国西里西亚（今波兰津比采），在一个农民家庭。 关于登克的童年资料很少，但为人所知的是他经常被描述为一个安静，说话温和的孩子，难以抚养。12岁时，登克离家出走。

## 之后
从小学毕业后，登克成为一名园丁的学徒，并在25岁时自己谋生。他的父亲去世后，哥哥继承了他们童年的家，而登克则收到了一部分钱，他试图买一块土地并尝试种植，但失败了，因此登克将其卖掉。他在现在的Stawowa Street购买了一栋房子，但通货膨胀迫使他卖掉它。即使卖掉房子之后，登克仍拒绝搬出，住在房子底层右边的一间小公寓里。他还经营一家附近的商店，在那里卖肉（后来大多数人认为这些肉中含有人肉）。登克还在当地教堂担任管风琴师，并且在社区中很受欢迎，经常被社区亲切地称为“爸爸”。登克于1906年退出了他在教会的会员资格。

## 谋杀
由于不明原因，登克开始谋杀无家可归的流浪者和穷人。他杀害的第一个人是Ida Launer，他在1903年犯下这桩罪行。六年后的1909年，他杀害了25岁的Emma Sander（另一名屠宰场工人Eduard Trautmann，被判犯有谋杀罪并判处12年徒刑，但在发现真相后被释放）。他最后一个受害者是Rochus Pawlick。登克还保留了一份记录他谋杀案的分类账。据信，他还将受害者的肉卖给了毫无戒心的顾客。

## 逮捕，自杀和善后
1924年12月20日，登克试图用斧头杀死一名叫Vincenz Olivier的无家可归者，但Olivier逃脱了，只砍掉了头皮。登克被一位名叫Gabriel的车夫发现，且当局都被警告。登克被捕并被讯问。他被安置在一个牢房里，两天后他在那里上吊自杀（其确切性质有多种说法）。登克的家被搜查，警察发现了他谋杀和食人的可怕真相。虽然他的受害者的确切人数不详，但是分类账记录了31个名字（包括逃脱的受害者Olivier），确认了至少30名受害者。但由于家中发现了大量的尸体部位，登克的杀人数量估计高达42甚至更高。
发现的详细报告包括：
- 十六个股骨，其中一对非常粗壮，两对非常细，六对和两个股骨
- 十五块中等大小的长骨
- 四对手肘的骨
- 七根桡骨
- 九根下半部分的桡骨
- 八个手肘骨头的下半部分
- 一对上胫骨
- 一对下肘和桡骨，其中关节仍保持良好连接
- 一对上臂和一对上臂头
- 一对锁骨
- 两个肩胛骨
- 八个脚踝骨
- 120个脚趾和指骨
- 65个跖骨和掌骨
- 五个第一肋骨和150个肋骨

几十年后，“津比采食人魔”的案子仍大多不为人所知。关于丹克的生活、动机、方法，甚至确切的受害者人数，仍有很多不为人知的地方。甚至他唯一为人所知的照片也是在他死后拍摄的。

## 扩展阅读
- Blazek, Matthias. . Stuttgart. 2009: 133–34. ISBN 978-3-8382-0027-9.  Blazek, Matthias. . Stuttgart. 2009: 133–34. ISBN 978-3-8382-0027-9.  Blazek, Matthias. . Stuttgart. 2009: 133–34. ISBN 978-3-8382-0027-9.
- Martingale, Moira. . London: Robert Hale. 1993: 34–35. ISBN 0-7090-5034-8.  Martingale, Moira. . London: Robert Hale. 1993: 34–35. ISBN 0-7090-5034-8.  Martingale, Moira. . London: Robert Hale. 1993: 34–35. ISBN 0-7090-5034-8.